# Fabrice N'Sakala
Fabrice N'Sakala (Le Blanc-Mesnil, 21 luglio 1990) è un calciatore francese naturalizzato congolese (Repubblica Democratica del Congo), difensore dell'Annecy.

## Carriera

### Club
Esordisce nel 2008 con il Troyes, con cui nella prima stagione gioca 13 partite in Ligue 2, senza mai segnare. L'anno seguente gioca in Championnat National, la terza serie francese, in cui gioca 6 partite. Rimane in squadra anche nelle stagioni successive, giocate nuovamente in Ligue 2, per un totale di altre 55 presenze. Sempre con il Troyes al termine della stagione 2011-2012 ottiene una promozione in Ligue 1, la massima serie francese, in cui gioca nella stagione successiva raccogliendo 22 presenze. Rimane al Troyes anche dopo la retrocessione della stagione 2012-2013, salvo poi essere ceduto a settembre 2013 ai belgi dell'Anderlecht. Il 17 settembre 2013 ha fatto il suo esordio nelle coppe europee con la squadra belga, giocando per intero la partita persa per 2-0 sul campo dei portoghesi del Benfica, valida per la prima giornata della fase a gironi della Champions League 2013-2014.
Nel luglio 2016, Nsakala è approdato in Turchia, firmando per l'Alanyaspor, militante nella Süper Lig.
Nell'agosto del 2020, è passato al Beşiktaş. Dopo 33 presenze in due anni, il 1º luglio 2022 lascia ufficialmente il club in scadenza di contratto. Con il club turco ha vinto la Süper Lig 2020-2021 e nella stessa stagione anche la Türkiye Kupası e la Türkiye Süper Kupası.

### Nazionale
Conta diverse presenze con le selezioni giovanili francesi, una delle quali in Under-21 nel 2011. Nel 2015 esordisce con la Nazionale di calcio della Repubblica Democratica del Congo.

## Palmarès

### Club

#### Competizioni nazionali
- Campionato belga: 1

Anderlecht: 2013-2014
- Supercoppa del Belgio: 2

Anderlecht: 2013, 2014
- Campionato turco: 1

Beşiktaş: 2020-2021
- Coppa di Turchia: 1

Beşiktaş: 2020-2021
- Supercoppa di Turchia: 1

Beşiktaş: 2021